# 10427 كلينكنبيرغ
10427 Klinkenberg هو كويكب، ضمن حزام الكويكبات. اكتشف في 24 سبتمبر 1960. وقد اكتشفه إنغريد فان هوتين-جرونفيلد.، و، وتوم جيرليز.

## روابط خارجية
- 10427 كلينكنبيرغ على موقع ويكي سكاي: DSS2, SDSS, GALEX, IRAS, Hydrogen α, X-Ray, Astrophoto, Sky Map, Articles and images